# Liste des médaillés aux Jeux olympiques d'été de 1980
Cet article liste les athlètes ayant remporté une médaille aux Jeux olympiques d'été de 1980 à Moscou en URSS du 19 juillet au 3 août 1980.

## Athlétisme
| Épreuves          | Or                                                                                    | Argent                                                                             | Bronze                                                                                        |
| ----------------- | ------------------------------------------------------------------------------------- | ---------------------------------------------------------------------------------- | --------------------------------------------------------------------------------------------- |
| Hommes            |                                                                                       |                                                                                    |                                                                                               |
| 100 m             | Allan Wells (GBR)                                                                     | Silvio Leonard (CUB)                                                               | Petar Petrov (BUL)                                                                            |
| 200 m             | Pietro Mennea (ITA)                                                                   | Allan Wells (GBR)                                                                  | Don Quarrie (JAM)                                                                             |
| 400 m             | Viktor Markin (URS)                                                                   | Rick Mitchell (AUS)                                                                | Frank Schaffer (RDA)                                                                          |
| 800 m             | Steve Ovett (GBR)                                                                     | Sebastian Coe (GBR)                                                                | Nikolay Kirov (URS)                                                                           |
| 1 500 m           | Sebastian Coe (GBR)                                                                   | Jürgen Straub (RDA)                                                                | Steve Ovett (GBR)                                                                             |
| 5 000 m           | Miruts Yifter (ETH)                                                                   | Suleiman Nyambui (TAN)                                                             | Kaarlo Maaninka (FIN)                                                                         |
| 10 000 m          | Miruts Yifter (ETH)                                                                   | Kaarlo Maaninka (FIN)                                                              | Mohammed Kedir (ETH)                                                                          |
| Marathon          | Waldemar Cierpinski (RDA)                                                             | Gerard Nijboer (NED)                                                               | Satymkul Jumanazarov (URS)                                                                    |
| 110 m haies       | Thomas Munkelt (RDA)                                                                  | Alejandro Casañas (CUB)                                                            | Aleksandr Puchkov (URS)                                                                       |
| 400 m haies       | Volker Beck (RDA)                                                                     | Vasyl Arkhypenko (URS)                                                             | Gary Oakes (GBR)                                                                              |
| 3 000 m steeple   | Bronisław Malinowski (POL)                                                            | Filbert Bayi (TAN)                                                                 | Eshetu Tura (ETH)                                                                             |
| Relais 4 × 100 m  | Union soviétique Aleksandr Aksinin Vladimir Muravyov Andreï Prokofiev Nikolay Sidorov | Pologne Leszek Dunecki Zenon Licznerski Marian Woronin Krzysztof Zwoliński         | France Pascal Barré Patrick Barré Hermann Panzo Antoine Richard                               |
| Relais 4 × 400 m  | Union soviétique Nikolay Chernetskiy Mikhail Linge Viktor Markin Remigijus Valiulis   | Allemagne de l'Est Volker Beck Andreas Knebel Frank Schaffer Klaus Thiele          | Italie Stefano Malinverni Pietro Mennea Roberto Tozzi Mauro Zuliani                           |
| 20 km marche      | Maurizio Damilano (ITA)                                                               | Pyotr Pochynchuk (URS)                                                             | Roland Wieser (RDA)                                                                           |
| 50 km marche      | Hartwig Gauder (RDA)                                                                  | Jorge Llopart (ESP)                                                                | Yevhen Ivchenko (URS)                                                                         |
| Saut en hauteur   | Gerd Wessig (RDA)                                                                     | Jacek Wszoła (POL)                                                                 | Jörg Freimuth (RDA)                                                                           |
| Saut en longueur  | Lutz Dombrowski (RDA)                                                                 | Frank Paschek (RDA)                                                                | Valeriy Pidluzhnyy (URS)                                                                      |
| Saut à la perche  | Władysław Kozakiewicz (POL)                                                           | Tadeusz Ślusarski (POL) Konstantin Volkov (URS)                                    | non décernée                                                                                  |
| Triple saut       | Jaak Uudmäe (URS)                                                                     | Viktor Saneïev (URS)                                                               | João Carlos de Oliveira (BRA)                                                                 |
| Lancer du poids   | Volodymyr Kyselyov (URS)                                                              | Aleksandr Baryshnikov (URS)                                                        | Udo Beyer (RDA)                                                                               |
| Lancer du disque  | Viktor Rashchupkin (URS)                                                              | Imrich Bugár (TCH)                                                                 | Luis Delís (CUB)                                                                              |
| Lancer du marteau | Youri Sedykh (URS)                                                                    | Sergey Litvinov (URS)                                                              | Jüri Tamm (URS)                                                                               |
| Lancer du javelot | Dainis Kūla (URS)                                                                     | Aleksandr Makarov (URS)                                                            | Wolfgang Hanisch (RDA)                                                                        |
| Décathlon         | Daley Thompson (GBR)                                                                  | Yuriy Kutsenko (URS)                                                               | Sergueï Jelanov (URS)                                                                         |
| Femmes            |                                                                                       |                                                                                    |                                                                                               |
| 100 m             | Lyudmila Kondratyeva (URS)                                                            | Marlies Göhr (RDA)                                                                 | Ingrid Auerswald (RDA)                                                                        |
| 200 m             | Bärbel Wöckel (RDA)                                                                   | Natalya Bochina (URS)                                                              | Merlene Ottey (JAM)                                                                           |
| 400 m             | Marita Koch (RDA)                                                                     | Jarmila Kratochvílová (TCH)                                                        | Christina Lathan (RDA)                                                                        |
| 800 m             | Nadiya Olizarenko (URS)                                                               | Olga Mineyeva (URS)                                                                | Tatyana Providokhina (URS)                                                                    |
| 1 500 m           | Tatyana Kazankina (URS)                                                               | Christiane Wartenberg (RDA)                                                        | Nadiya Olizarenko (URS)                                                                       |
| 100 m haies       | Vera Komisova (URS)                                                                   | Johanna Klier (RDA)                                                                | Lucyna Langer (POL)                                                                           |
| Relais 4 × 100 m  | Allemagne de l'Est Ingrid Auerswald-Lange Marlies Göhr Romy Müller Bärbel Wöckel      | Union soviétique Vera Anisimova Natalya Bochina Vera Komisova Lyudmila Maslakova   | Grande-Bretagne Beverley Goddard-Callender Heather Hunte-Oakes Sonia Lannaman Kathy Smallwood |
| Relais 4 × 400 m  | Union soviétique Tatyana Goyshchik Irina Nazarova Tetyana Prorochenko Nina Zyuskova   | Allemagne de l'Est Christina Brehmer-Lathan Marita Koch Barbara Krug Gabriele Löwe | Grande-Bretagne Joslyn Hoyte-Smith Linsey MacDonald Janine MacGregor Michelle Probert         |
| Saut en hauteur   | Sara Simeoni (ITA)                                                                    | Urszula Kielan (POL)                                                               | Jutta Kirst (RDA)                                                                             |
| Saut en longueur  | Tatyana Kolpakova (URS)                                                               | Brigitte Wujak (RDA)                                                               | Tetyana Skachko (URS)                                                                         |
| Lancer du poids   | Ilona Slupianek (RDA)                                                                 | Svitlana Krachevska (URS)                                                          | Margitta Pufe (RDA)                                                                           |
| Lancer du disque  | Evelin Jahl (RDA)                                                                     | Maria Vergova (BUL)                                                                | Tatyana Lesovaya (URS)                                                                        |
| Lancer du javelot | María Colón (CUB)                                                                     | Saida Gunba (URS)                                                                  | Ute Hommola (RDA)                                                                             |
| Pentathlon        | Nadiya Tkachenko (URS)                                                                | Olga Rukavishnikova (URS)                                                          | Olga Kuragina (URS)                                                                           |

## Aviron
| Épreuves            | Or | Argent | Bronze |
| ------------------- | --- | --- | --- |
| Hommes              | | | |
| Skiff               | Pertti Karppinen (FIN) | Vasil Yakusha (URS) | Peter Kersten (RDA) |
| Deux de couple      | Allemagne de l'Est Joachim Dreifke Klaus Kröppelien | Yougoslavie Zoran Pančić Milorad Stanulov | Tchécoslovaquie Zdeněk Pecka Václav Vochoska |
| Quatre de couple    | Allemagne de l'Est Carsten Bunk Frank Dundr Uwe Heppner Martin Winter                                                                                       | Union soviétique Evgeni Barbakov Mykola Dovhan Valery Kleshnev Yuriy Shapochka                                                                                       | Bulgarie Bogdan Dobrev Mintcho Nikolov Lubomir Petrov Ivo Roussev |
| Deux sans barreur   | Allemagne de l'Est Bernd Landvoigt Jörg Landvoigt | Union soviétique Nikolay Pimenov Yuriy Pimenov | Grande-Bretagne Malcolm Carmichael Charles Wiggin |
| Quatre sans barreur | Allemagne de l'Est Siegfried Brietzke Andreas Decker Stefan Semmler Jurgen Thiele                                                                           | Union soviétique Valery Dolinin Aleksey Kamkin Aleksandr Kulagin Vitaly Yeliseyev                                                                                    | Grande-Bretagne John Beattie Martin Cross Ian McNuff David Townsend |
| Deux avec barreur   | Allemagne de l'Est Harald Jährling Georg Spohr Friedrich-Wilhelm Ulrich                                                                                     | Union soviétique Gennady Kryuchkin Aleksandr Lukyanov Viktor Pereverzev                                                                                              | Yougoslavie Zlatko Celent Duško Mrduljaš Josip Reić |
| Quatre avec barreur | Allemagne de l'Est Ullrich Dießner Walter Dießner Gottfried Döhn Andreas Gregor Dieter Wendisch                                                             | Union soviétique Juris Bērziņš Artūrs Garonskis Dimants Krišjānis Dzintars Krišjānis Žoržs Tikmers                                                                   | Pologne Ryszard Kubiak Grzegorz Nowak Ryszard Stadniuk Grzegorz Stellak Adam Tomasiak                                                                                      |
| Huit                | Allemagne de l'Est Jens Doberschütz Uwe Dühring Jörg Friedrich Berno Höing Ulrich Karnatz Ulrich Kons Hans-Peter Koppe Bernd Krauß (de) Klaus-Dieter Ludwig | Grande-Bretagne Henry Clay Andrew Justice Chris Mahoney Duncan McDougall Malcolm McGowan Colin Moynihan John Pritchard Richard Stanhope Allan Whitwell               | Union soviétique Hrihoriy Dmytrenko Viktor Kokoshyn Andrey Luhin Oleksandr Mantsevych Ihar Maystrenko Jonas Normantas Jonas Pintskus Andriy Tishchenko Oleksandr Tkachenko |
| Femmes              | | | |
| Skiff               | Sanda Toma (ROU) | Antonina Makhina (URS) | Martina Schröter (RDA) |
| Deux de couple      | Union soviétique Larisa Aleksandrova-Popova Elena Khloptseva                                                                                                | Allemagne de l'Est Cornelia Linse Heidi Westphal | Roumanie Olga Homeghi-Bularda Valeria Răcilă |
| Quatre de couple    | Allemagne de l'Est Liane Buhr Jutta Lau Jutta Ploch Sybille Reinhardt Roswietha Zobelt                                                                      | Union soviétique Nina Cheremisina Nadezhda Lyubimova Yelena Matiyevskaya Antonina Pustovit Olga Vasilchenko                                                          | Bulgarie Anka Bakova Rumelyana Boncheva Anka Georgieva Dolores Nakova Mariana Serbezova                                                                                    |
| Deux sans barreur   | Allemagne de l'Est Cornelia Klier Ute Steindorf | Pologne Małgorzata Dłużewska Czesława Kościańska | Bulgarie Stoyanka Gruycheva-Kurbatova Siyka Kelbecheva-Barbulova |
| Quatre avec barreur | Allemagne de l'Est Silvia Fröhlich Ramona Kapheim Angelika Noack Romy Saalfeld Kirsten Wenzel                                                               | Bulgarie Ginka Gyurova Mariyka Modeva Rita Todorova Iskra Velinova Nadya Filipova                                                                                    | Union soviétique Nina Cheremisina Mariya Fadeyeva Svetlana Semenova Galina Sovetnikova Marina Studneva                                                                     |
| Huit                | Allemagne de l'Est Martina Boesler Christiane Köpke Gabriele Kühn Karin Metze Kersten Neisser Ilona Richter Marita Sandig Birgit Schütz Marina Wilke        | Union soviétique Nina Frolova Maria Paziun Olga Pivovarova Nina Preobrajenskaïa Nadezhda Prishchepa Tatyana Stetsenko Elena Tereshina Nina Umanets Valentina Zhulina | Roumanie Angelica Aposteanu Rodica Arba-Pușcatu Elena Bondar Florica Bucur Maria Constantinescu Elena Dobrițoiu Rodica Frîntu Ana Iliuță Marlena Zagoni                    |

## Basket-ball
| Épreuves         | Or | Argent | Bronze |
| ---------------- | --- | --- | --- |
| Tournoi masculin | Yougoslavie Krešimir Ćosić Dražen Dalipagić Mirza Delibašić Željko Jerkov Dragan Kicanović Andro Knego Duje Krstulović Mihovil Nakić Ratko Radovanović Branko Skroče Zoran Slavnić Rajko Žižić                                 | Italie Marco Bonamico Roberto Brunamonti Fabrizio Della Fiori Pietro Generali Enrico Gilardi Pierluigi Marzorati Dino Meneghin Romeo Sacchetti Marco Solfrini Michael Sylvester Renzo Vecchiato Renato Villalta                         | Union soviétique Aleksandr Belostenny Sergei Belov Nikolai Derugin Stanislav Eremin Vladimir Jigily Sergėjus Jovaiša Andrei Lopatov Valeri Miloserdov Anatoli Mychkine Aleksandr Salnikov Sergei Tarakanov Vladimir Tkatchenko |
| Tournoi féminin  | Union soviétique Olga Barysheva Vida Beselienė Nelli Feryabnikova Tatyana Ivinskaya Tetyana Nadyrova Tatiana Ovetchkina Lyudmila Rogozhina Angelė Rupšienė Lyubov Sharmay Nadezhda Shuvayeva Uļjana Semjonova Olga Soukharnova | Bulgarie Krasimira Bogdanova Vanya Dermendzhieva Diana Dilova-Braynova Silviya Germanova Nadka Golcheva Petkana Makaveeva Angelina Mikhaylova Snezhana Mikhaylova Penka Metodieva Kostadinka Radkova Evladia Slavtcheva Penka Stoyanova | Yougoslavie Mersada Bećirspahić Mira Bjedov Vesna Despotović Vera Đurašković Zorica Đurković Jelica Komnenović Biljana Majstorović Vukica Mitić Sanja Ožegović Sofija Pekić Jasmina Perazić Marija Tonković                    |

## Boxe
| Épreuves                            | Or                         | Argent                      | Bronze                     |
| ----------------------------------- | -------------------------- | --------------------------- | -------------------------- |
| Hommes                              |                            |                             |                            |
| Poids mi-mouches Moins de 48 kg     | Shamil Sabirov (URS)       | Hipólito Ramos (CUB)        | Ri Byong-uk (PRK)          |
| Poids mi-mouches Moins de 48 kg     | Shamil Sabirov (URS)       | Hipólito Ramos (CUB)        | Ivailo Marinov (BUL)       |
| Poids mouches Moins de 51 kg        | Petar Lesov (BUL)          | Viktor Miroshnichenko (URS) | Hugh Russell (IRL)         |
| Poids mouches Moins de 51 kg        | Petar Lesov (BUL)          | Viktor Miroshnichenko (URS) | János Váradi (HUN)         |
| Poids coqs Moins de 54 kg           | Juan Hernández Pérez (CUB) | Bernardo Piñango (VEN)      | Michael Anthony (GUY)      |
| Poids coqs Moins de 54 kg           | Juan Hernández Pérez (CUB) | Bernardo Piñango (VEN)      | Dumitru Cipere (ROU)       |
| Poids plumes Moins de 57 kg         | Rudi Fink (RDA)            | Adolfo Horta (CUB)          | Krzysztof Kosedowski (POL) |
| Poids plumes Moins de 57 kg         | Rudi Fink (RDA)            | Adolfo Horta (CUB)          | Viktor Rybakov (URS)       |
| Poids légers Moins de 60 kg         | Ángel Herrera (CUB)        | Viktor Demyanenko (URS)     | Kazimierz Adach (POL)      |
| Poids légers Moins de 60 kg         | Ángel Herrera (CUB)        | Viktor Demyanenko (URS)     | Richard Nowakowski (RDA)   |
| Poids super-légers Moins de 63,5 kg | Patrizio Oliva (ITA)       | Serik Konakbayev (URS)      | José Aguilar (CUB)         |
| Poids super-légers Moins de 63,5 kg | Patrizio Oliva (ITA)       | Serik Konakbayev (URS)      | Anthony Willis (GBR)       |
| Poids welters Moins de 67 kg        | Andrés Aldama (CUB)        | John Mugabi (UGA)           | Karl-Heinz Krüger (RDA)    |
| Poids welters Moins de 67 kg        | Andrés Aldama (CUB)        | John Mugabi (UGA)           | Kazimierz Szczerba (POL)   |
| Poids super-welters Moins de 71 kg  | Armando Martínez (CUB)     | Aleksandr Koshkyn (URS)     | Ján Franek (TCH)           |
| Poids super-welters Moins de 71 kg  | Armando Martínez (CUB)     | Aleksandr Koshkyn (URS)     | Detlef Kästner (RDA)       |
| Poids moyens Moins de 75 kg         | José Gómez (CUB)           | Viktor Savchenko (URS)      | Valentin Silaghi (ROU)     |
| Poids moyens Moins de 75 kg         | José Gómez (CUB)           | Viktor Savchenko (URS)      | Jerzy Rybicki (POL)        |
| Poids mi-lourds Moins de 81 kg      | Slobodan Kačar (YUG)       | Paweł Skrzecz (POL)         | Herbert Bauch (RDA)        |
| Poids mi-lourds Moins de 81 kg      | Slobodan Kačar (YUG)       | Paweł Skrzecz (POL)         | Ricardo Rojas (CUB)        |
| Poids lourds Plus de 81 kg          | Teófilo Stevenson (CUB)    | Pyotr Zayev (URS)           | Jürgen Fanghänel (RDA)     |
| Poids lourds Plus de 81 kg          | Teófilo Stevenson (CUB)    | Pyotr Zayev (URS)           | István Lévai (HUN)         |

## Canoë-kayak

### Course en ligne
| Épreuves   | Or                                                                         | Argent                                                    | Bronze                                                                |
| ---------- | -------------------------------------------------------------------------- | --------------------------------------------------------- | --------------------------------------------------------------------- |
| Hommes     |                                                                            |                                                           |                                                                       |
| C1 500 m   | Sergei Postrekhin (URS)                                                    | Lubomir Lubenov (BUL)                                     | Olaf Heukrodt (RDA)                                                   |
| C1 1 000 m | Lubomir Lubenov (BUL)                                                      | Sergei Postrekhin (URS)                                   | Eckhard Leue (RDA)                                                    |
| C2 500 m   | Hongrie László Foltán Sr. István Vaskúti                                   | Roumanie Petre Capusta Ivan Patzaichin                    | Bulgarie Borislav Ananiev Nikolai Ilkov                               |
| C2 1 000 m | Roumanie Ivan Patzaichin Toma Simionov                                     | Allemagne de l'Est Olaf Heukrodt Uwe Madeja               | Union soviétique Yuri Lobanov Vasily Yurchenko                        |
| K1 500 m   | Ouladzimir Parfianovitch (URS)                                             | John Sumegi (AUS)                                         | Vasile Dîba (ROU)                                                     |
| K1 1 000 m | Rüdiger Helm (RDA)                                                         | Alain Lebas (FRA)                                         | Ion Bîrlădeanu (ROU)                                                  |
| K2 500 m   | Union soviétique Sergei Chukhrai Ouladzimir Parfianovitch                  | Espagne Guillermo Del Riego Herminio Menendez             | Allemagne de l'Est Rüdiger Helm Bernd Olbricht                        |
| K2 1 000 m | Union soviétique Sergei Chukhrai Ouladzimir Parfianovitch                  | Hongrie István Joós István Szabó                          | Espagne Herminio Menéndez Luis Gregorio Ramos                         |
| K4 1 000 m | Allemagne de l'Est Bernd Duvigneau Rüdiger Helm Harald Marg Bernd Olbricht | Roumanie Vasile Dîba Nicușor Eșanu Ion Geantă Mihai Zafiu | Bulgarie Borislav Borisov Lazar Khristov Ivan Manev Bozhidar Milenkov |
| Femmes     |                                                                            |                                                           |                                                                       |
| K1 500 m   | Birgit Fischer (RDA)                                                       | Vanja Gesheva (BUL)                                       | Antonina Melnikova (URS)                                              |
| K2 500 m   | Allemagne de l'Est Martina Bischof Carsta Genäuß                           | Union soviétique Galina Alexeyeva Nina Trofimova          | Hongrie Éva Rakusz Mária Zakariás                                     |

## Cyclisme

### Piste
| Épreuves               | Or                                                                             | Argent                                                                           | Bronze                                                           |
| ---------------------- | ------------------------------------------------------------------------------ | -------------------------------------------------------------------------------- | ---------------------------------------------------------------- |
| Hommes                 |                                                                                |                                                                                  |                                                                  |
| Kilomètre              | Lothar Thoms (RDA)                                                             | Aleksandr Panfilov (URS)                                                         | David Weller (JAM)                                               |
| Vitesse individuelle   | Lutz Hesslich (RDA)                                                            | Yavé Cahard (FRA)                                                                | Sergueï Kopylov (URS)                                            |
| Poursuite individuelle | Robert Dill-Bundi (SUI)                                                        | Alain Bondue (FRA)                                                               | Hans-Henrik Ørsted (DEN)                                         |
| Poursuite par équipes  | Union soviétique Viktor Manakov Valeri Movchan Vladimir Osokin Vitali Petrakov | Allemagne de l'Est Gerald Mortag Uwe Unterwalder Matthias Wiegand Volker Winkler | Tchécoslovaquie Teodor Černý Martin Penc Jiří Pokorný Igor Sláma |

### Route
| Épreuves                     | Or                                                                              | Argent                                                                       | Bronze                                                                     |
| ---------------------------- | ------------------------------------------------------------------------------- | ---------------------------------------------------------------------------- | -------------------------------------------------------------------------- |
| Hommes                       |                                                                                 |                                                                              |                                                                            |
| Course en ligne              | Sergueï Soukhoroutchenkov (URS)                                                 | Czesław Lang (POL)                                                           | Youri Barinov (URS)                                                        |
| Contre-la-montre par équipes | Union soviétique Sergueï Chelpakov Youri Kachirine Oleg Logvine Anatoli Yarkine | Allemagne de l'Est Falk Boden Bernd Drogan Hans-Joachim Hartnick Olaf Ludwig | Tchécoslovaquie Michal Klasa Vlastibor Konečný Alipi Kostadinov Jiří Škoda |

## Équitation
| Épreuves                     | Or | Argent | Bronze |
| ---------------------------- | --- | --- | --- |
| Concours complet individuel  | Federico Roman sur Rossinan (ITA)                                                                                                 | Aleksandr Blinov sur Galzun (URS)                                                                                                 | Yuri Salnikov sur Pintset (URS)                                                                                                  |
| Concours complet par équipes | Union soviétique Aleksandr Blinov sur Galzun Sergei Rogozhin sur Gelespont Yuri Salnikov sur Pintset Valery Volkov sur Tskheti    | Italie Anna Casagrande sur Daleye Federico Roman sur Rossinan Mauro Roman sur Dourakin 4 Marina Sciocchetti sur Rohan de Lechereo | Mexique David Bárcena Ríos sur Bombona Manuel Mendívil sur Remember José Luis Pérez Soto sur Quelite Fabián Vázquez sur Cocaleco |
| Dressage individuel          | Elisabeth Max-Theurer sur Mon Chérie (AUT)                                                                                        | Yuri Kovshov sur Igrok (URS) | Viktor Ugryumov sur Shkval (URS)                                                                                                 |
| Dressage par équipes         | Union soviétique Yuri Kovshov sur lgrok Vera Misevich sur Plot Viktor Ugryumov sur Shkval                                         | Bulgarie Gheorghi Gadjev sur Vnimatelen Svetoslav Ivanov sur Aleko Petar Mandajiev sur Stchibor                                   | Roumanie Anghelache Donescu sur Dor Petre Rosca sur Derbist Dumitru Veliku sur Decebal                                           |
| Saut d'obstacles individuel  | Jan Kowalczyk sur Artemor (POL)                                                                                                   | Nikolai Korolkov sur Espadron (URS)                                                                                               | Joaquín Pérez sur Alymony (MEX)                                                                                                  |
| Saut d'obstacles par équipes | Union soviétique Viktor Asmaev sur Reis Vyacheslav Chukanov sur Gepatit Nikolai Korolkov sur Espadron Viktor Poganovsky sur Topky | Pologne Janusz Bobik sur Szampan Wiesław Hartman sur Norton Jan Kowalczyk sur Artemor Marian Kozicki sur Bremen                   | Mexique Jesús Gómez sur Massacre Joaquín Pérez sur Alymony Gerardo Tazzer sur Caribe Alberto Váldes, Jr. sur Lady Mirka          |

## Escrime
| Épreuves           | Or                                                                                                   | Argent | Bronze |
| ------------------ | --- | --- | --- |
| Hommes             | | | |
| Épée individuel    | Johan Harmenberg (SWE)                                                                               | Ernő Kolczonay (HUN)                                                                                                | Philippe Riboud (FRA)                                                                                                  |
| Épée par équipe    | France Philippe Boisse Hubert Gardas Patrick Picot Philippe Riboud Michel Salesse                    | Pologne Ludomir Chronowski Piotr Jabłkowski Andrzej Lis Mariusz Strzałka Leszek Swornowski                          | Union soviétique Aleksandr Abushakhmetov Ashot Karagyan Boris Lukomsky Aleksandr Mozhaev Vladimir Viktorovitch Smirnov |
| Fleuret individuel | Vladimir Viktorovitch Smirnov (URS)                                                                  | Pascal Jolyot (FRA)                                                                                                 | Aleksandr Romankov (URS)                                                                                               |
| Fleuret par équipe | France Philippe Bonnin Bruno Boscherie Didier Flament Pascal Jolyot Frédéric Pietruszka              | Union soviétique Ashot Karagyan Vladimir Lapitsky Aleksandr Romankov Sabirzhan Ruziev Vladimir Viktorovitch Smirnov | Pologne Lech Koziejowski Adam Robak Marian Sypniewski Bogusław Zych                                                    |
| Sabre individuel   | Viktor Krovopuskov (URS)                                                                             | Mikhaïl Bourtsev (URS)                                                                                              | Imre Gedővári (HUN) |
| Sabre par équipe   | Union soviétique Nikolai Alekhin Mikhaïl Bourtsev Viktor Krovopuskov Vladimir Nazlymov Viktor Sidyak | Italie Michele Maffei Ferdinando Meglio Mario Aldo Montano Marco Romano Giovanni Scalzo                             | Hongrie Imre Gedővári Pál Gerevich Ferenc Hammang György Nébald Rudolf Nébald                                          |
| Femmes             | | | |
| Fleuret individuel | Pascale Trinquet (FRA)                                                                               | Magda Maros (HUN)                                                                                                   | Barbara Wysoczańska (POL)                                                                                              |
| Fleuret par équipe | France Isabelle Begard Veronique Brouquier Brigitte Latrille-Gaudin Christine Muzio Pascale Trinquet | Union soviétique Nailia Giliazova Elena Novikova-Belova Valentina Sidorova Larisa Tsagaraeva Irina Ushakova         | Hongrie Edit Kovács Magda Maros Ildikó Schwarczenberger Gertrúd Stefanek Zsuzsanna Szőcs                               |

## Football
| Épreuves         | Or | Argent | Bronze |
| ---------------- | --- | --- | --- |
| Tournoi masculin | Tchécoslovaquie Jan Berger František Kunzo Verner Lička Luděk Macela Josef Mazura Petr Němec Jaroslav Netolička Luboš Pokluda Libor Radimec Oldřich Rott Zdeněk Rygel Stanislav Seman František Štambachr Zdeněk Šreiner Jindřich Svoboda Rostislav Václavíček Ladislav Vízek | Allemagne de l'Est Jürgen Bähringer Frank Baum Lothar Hause Bernd Jakubowski Dieter Kühn Matthias Liebers Matthias Müller Wolf-Rüdiger Netz Werner Peter Bodo Rudwaleit Rüdiger Schnuphase Wolfgang Steinbach Frank Terletzki Andreas Trautmann Norbert Trieloff Frank Uhlig Artur Ullrich | Union soviétique Sergueï Andreïev Serhiy Baltacha Volodymyr Bezsonov Sergueï Chavlo Rinat Dasaev Youri Gavrilov Valeri Gazzaev Vagiz Khidyatulline Sergei Nikulin Khoren Oganessian Vladimir Pilguy Aleksandr Prokopenko Oleg Romantsev Tenguiz Soulakvelidze Fiodor Tcherenkov Aleksandr Tchivadze |

## Gymnastique
| Épreuves                    | Or | Argent | Bronze                                                                                                |
| --------------------------- | --- | --- | --- |
| Hommes                      | | | |
| Concours par équipes        | Union soviétique Nikolai Andrianov Eduard Azaryan Aleksandr Dityatin Bohdan Makuts Vladimir Markelov Aleksandr Tkachev | Allemagne de l'Est Andreas Bronst Roland Brückner Ralf-Peter Hemmann Lutz Hoffmann Lutz Mack Michael Nikolay | Hongrie Ferenc Donáth György Guczoghy Zoltán Kelemen Péter Kovács Zoltán Magyar István Vámos          |
| Concours général individuel | Aleksandr Dityatin (URS)                                                                                               | Nikolai Andrianov (URS)                                                                                      | Stoyan Deltchev (BUL)                                                                                 |
| Sol                         | Roland Brückner (RDA)                                                                                                  | Nikolai Andrianov (URS)                                                                                      | Aleksandr Dityatin (URS)                                                                              |
| Cheval d'arçon              | Zoltán Magyar (HUN) | Aleksandr Dityatin (URS)                                                                                     | Michael Nikolay (RDA)                                                                                 |
| Anneaux                     | Aleksandr Dityatin (URS)                                                                                               | Aleksandr Tkachev (URS)                                                                                      | Jiří Tabák (TCH)                                                                                      |
| Saut de cheval              | Nikolai Andrianov (URS)                                                                                                | Aleksandr Dityatin (URS)                                                                                     | Roland Brückner (RDA)                                                                                 |
| Barres parallèles           | Aleksandr Tkachev (URS)                                                                                                | Aleksandr Dityatin (URS)                                                                                     | Roland Brückner (RDA)                                                                                 |
| Barre fixe                  | Stoyan Deltchev (BUL)                                                                                                  | Nikolai Andrianov (URS)                                                                                      | Aleksandr Dityatin (URS)                                                                              |
| Femmes                      | | | |
| Concours par équipes        | Union soviétique Natalia Chapochnikova Yelena Davydova Maria Filatova Nellie Kim Yelena Naimushina Stella Zakharova    | Roumanie Nadia Comăneci Rodica Dunca Emilia Eberle Cristina Grigoraș Melita Ruhn Dumitrița Turner            | Allemagne de l'Est Maxi Gnauck Silvia Hindorff Steffi Kräker Katharina Rensch Karola Sube Birgit Suss |
| Concours général individuel | Yelena Davydova (URS)                                                                                                  | Nadia Comăneci (ROU) Maxi Gnauck (RDA)                                                                       | |
| Saut de cheval              | Natalia Chapochnikova (URS)                                                                                            | Steffi Kräker (RDA)                                                                                          | Melita Ruhn (ROU)                                                                                     |
| Barres asymétriques         | Maxi Gnauck (RDA) | Emilia Eberle (ROU)                                                                                          | Maria Filatova (URS) Steffi Kräker (RDA) Melita Ruhn (ROU)                                            |
| Poutre                      | Nadia Comăneci (ROU)                                                                                                   | Yelena Davydova (URS)                                                                                        | Natalia Chapochnikova (URS)                                                                           |
| Sol                         | Nadia Comăneci (ROU) Nellie Kim (URS)                                                                                  | | Natalia Chapochnikova (URS) Maxi Gnauck (RDA)                                                         |

## Haltérophilie
| Épreuves         | Or                       | Argent                 | Bronze                  |
| ---------------- | ------------------------ | ---------------------- | ----------------------- |
| Hommes           |                          |                        |                         |
| Moins de 52 kg   | Kanybek Osmanoliev (URS) | Ho Bong-chol (PRK)     | Han Gyong-si (PRK)      |
| Moins de 56 kg   | Daniel Núñez (CUB)       | Yurik Sarkisian (URS)  | Han Gyong-si (POL)      |
| Moins de 60 kg   | Viktor Mazin (URS)       | Stefan Dimitrov (BUL)  | Marek Seweryn (POL)     |
| Moins de 67,5 kg | Yanko Rusev (BUL)        | Joachim Kunz (RDA)     | Mincho Pashov (BUL)     |
| Moins de 75 kg   | Asen Zlatev (BUL)        | Oleksander Pervy (URS) | Nedeltcho Kolev (BUL)   |
| Moins de 82,5 kg | Yurik Vardanian (URS)    | Blagoi Blagoev (BUL)   | Dusan Poliacik (TCH)    |
| Moins de 90 kg   | Péter Baczakó (HUN)      | Rumen Alexandrov (BUL) | Frank Mantek (RDA)      |
| Moins de 100 kg  | Ota Zaremba (TCH)        | Igor Nikitin (URS)     | Alberto Blanco (CUB)    |
| Moins de 110 kg  | Leonid Taranenko (URS)   | Valentin Hristov (BUL) | György Szalai (HUN)     |
| Plus de 110 kg   | Sultan Rakhmanov (URS)   | Jürgen Heuser (RDA)    | Tadeusz Rutkowski (POL) |

## Handball
| Épreuves         | Or | Argent | Bronze |
| ---------------- | --- | --- | --- |
| Tournoi masculin | Allemagne de l'Est Hans-Georg Beyer Lothar Doering Günter Dreibrodt Ernst Gerlach Klaus Gruner Rainer Höft Hans-Georg Jaunich Hartmut Krüger Peter Rost Dietmar Schmidt Wieland Schmidt Siegfried Voigt Frank-Michael Wahl Ingolf Wiegert Entraîneur : Paul Tiedemann          | Union soviétique Alexandre Anpilogov Vladimir Belov Evgeni Tchernitchov Anatoli Fedioukine Mikhaïl Ichtchenko Alexandre Karchakevitch Youri Kidyaev Vladimir Kravtsov Sergueï Kouchniriouk Victor Makhorine Voldemaras Novickis Vladimir Repev Mikola Tomine Alexeï Zhouk Entraîneur : Anatoli Evtouchenko | Roumanie Ștefan Birtalan Iosif Boroş Adrian Cosma Cezar Drăgăniță Marian Dumitru Cornel Durău Alexandru Fölker Claudiu Ionescu Nicolae Munteanu Vasile Stîngă Lucian Vasilache Neculai Vasilcă Radu Voina Maricel Voinea. Entraîneurs : Kunst-Ghermănescu, Nedeff et Pană  |
| Tournoi féminin  | Union soviétique Larissa Karlova Tatiana Kotchergina Valentina Loutaïeva Aldona Nenėnienė Lioubov Odinokova Irina Palchikova Lioudmyla Poradnyk Ioulia Safina Larissa Savkina Sigita Strečen Natalia Timochkina Zinaïda Tourtchina Olga Zoubareva Entraîneur : Igor Tourtchine | Yougoslavie Svetlana Anastasovska Mirjana Đurica Radmila Drljača Katica Ileš Slavica Jeremić Svetlana Kitić Jasna Merdan Vesna Milosević Mirjana Ognjenović Vesna Radović Radmila Savić Ana Titlić Biserka Višnjić Zorica Vojinović Entraîneur : Josip Samaržija                                           | Allemagne de l'Est Birgit Heinecke Roswitha Krause Waltraud Kretzschmar Katrin Krüger Kornelia Kunisch Evelyn Matz Kristina Richter Christina Rost Sabine Röther Renate Rudolph Marion Tietz Petra Uhlig Claudia Wunderlich Hannelore Zober Entraîneur : Peter Kretzschmar |

## Hockey sur gazon
| Épreuves         | Or | Argent | Bronze |
| ---------------- | --- | --- | --- |
| Tournoi masculin | Inde Vasudevan Baskaran Bir Bhadur Chettri Sylvanus Dung Dung Merwyn Fernandes Zafar Iqbal Maharaj Krishan Kaushik Charanjit Kumar Sommayya Maneypande Ravinder Pal Singh Allan Schofield Mohammed Shahid Davinder Singh Gurmail Singh Rajinder Singh Amarjit Singh Rana Surinder Singh Sodhi | Espagne Juan Amat Juan Arbós Jaime Arbós Javier Cabot Ricardo Cabot Miguel Chaves Juan Coghen Miguel de Paz Francisco Fábregas José Garcia Rafael Garralda Santiago Malgosa Paulino Monsalve Juan Pellón Carlos Roca Jaime Zumalacárregui                                    | Union soviétique Sos Airapetian Minneula Azizov Valeri Belyakov Viktor Deputatov Aleksandr Goncharov Aleksandr Gusev Sergei Klevtsov Viacheslav Lampeev Aleksandr Miasnikov Mikhail Nichepurenko Leonid Pavlovski Sergei Pleshakov Vladimir Pleshakov Aleksandr Sychyov Oleg Zagorodnev Farit Zigangirov |
| Tournoi féminin  | Zimbabwe Arlene Boxhall Elizabeth Chase Sandra Chick Gillian Cowley Patricia Davies Sarah English Maureen George Ann Grant Susan Huggett Patricia McKillop Brenda Phillips Christine Prinsloo Sonia Robertson Anthea Stewart Helen Volk Linda Watson                                          | Tchécoslovaquie Milada Blazková Jiřina Čermáková Jiřina Hájková Berta Hrubá Ida Hubáčková Jiřina Kadlecová Jarmila Králíčková Jiřina Křížová Alena Kyselicová Jana Lahodová Květa Petříčková Viera Podhányiová Iveta Šranková Marie Sýkorová Marta Urbanová Lenka Vymazalová | Union soviétique Leyla Akhmerova Natalia Buzunova Natalia Bykova Nadya Filippova Lyudmila Frolova Lidiya Glubokova Nelli Gorbatkova Yelena Guryeva Galina Inzhuvatova Alina Kham Natella Krasnikova Nadezhda Ovechkina Tatyana Shvyganova Galina Vyuzhanina Tatyana Yembakhtova Valentina Zazdravnykh    |

## Judo
| Épreuves          | Or                        | Argent                  | Bronze                                               |
| ----------------- | ------------------------- | ----------------------- | ---------------------------------------------------- |
| Hommes            |                           |                         |                                                      |
| Moins de 60 kg    | Thierry Rey (FRA)         | José Rodríguez (CUB)    | Tibor Kincses (HUN) Aramby Emizh (URS)               |
| Moins de 65 kg    | Nikolay Solodukhin (URS)  | Tsendiin Damdin (MGL)   | Iliyan Nedkov (BUL) Janusz Pawłowski (POL)           |
| Moins de 71 kg    | Ezio Gamba (ITA)          | Neil Adams (GBR)        | Ravdangiin Davaadalai (MGL) Karl-Heinz Lehmann (RDA) |
| Moins de 78 kg    | Shota Khabareli (URS)     | Juan Ferrer (CUB)       | Harald Heinke (RDA) Bernard Tchoullouyan (FRA)       |
| Moins de 86 kg    | Jürg Röthlisberger (SUI)  | Isaac Azcuy Oliva (CUB) | Alexandre Iatskevitch (URS) Detlef Ultsch (RDA)      |
| Moins de 95 kg    | Robert Van de Walle (BEL) | Tengiz Khubuluri (URS)  | Dietmar Lorenz (RDA) Henk Numan (NED)                |
| Plus de 95 kg     | Angelo Parisi (FRA)       | Dimitar Zapryanov (BUL) | Vladimir Kocman (TCH) Radomir Kovacevic (YUG)        |
| Toutes catégories | Dietmar Lorenz (RDA)      | Angelo Parisi (FRA)     | Arthur Mapp (GBR) András Ozsvár (HUN)                |

## Lutte

### Libre
| Épreuves        | Or                          | Argent                      | Bronze                         |
| --------------- | --------------------------- | --------------------------- | ------------------------------ |
| Hommes          |                             |                             |                                |
| Moins de 48 kg  | Claudio Pollio (ITA)        | Jang Se-hong (PRK)          | Sergey Kornilayev (URS)        |
| Moins de 52 kg  | Anatoliy Beloglazov (URS)   | Władysław Stecyk (POL)      | Nermedin Selimov (BUL)         |
| Moins de 57 kg  | Sergey Beloglazov (URS)     | Li Ho-pyong (PRK)           | Dugarsürengiin Oyuunbold (MGL) |
| Moins de 62 kg  | Magomed-Gasan Abushev (URS) | Mikho Dukov (BUL)           | Geórgios Hatziïoannídis (GRE)  |
| Moins de 68 kg  | Saypulla Absaidov (URS)     | Ivan Yankov (BUL)           | Šaban Sejdiu (YUG)             |
| Moins de 74 kg  | Valentin Raychev (BUL)      | Jamtsyn Davaajav (MGL)      | Dan Karabin (TCH)              |
| Moins de 82 kg  | Ismail Abilov (BUL)         | Magomedkhan Aratsilov (URS) | István Kovács (HUN)            |
| Moins de 90 kg  | Sanasar Oganisyan (URS)     | Uwe Neupert (RDA)           | Aleksander Cichoń (POL)        |
| Moins de 100 kg | Illya Mate (URS)            | Slavcho Chervenkov (BUL)    | Július Strnisko (TCH)          |
| Plus de 100 kg  | Soslan Andiyev (URS)        | József Balla (HUN)          | Adam Sandurski (POL)           |

### Gréco-Romaine
| Épreuves        | Or                          | Argent                     | Bronze                 |
| --------------- | --------------------------- | -------------------------- | ---------------------- |
| Hommes          |                             |                            |                        |
| Moins de 48 kg  | Zhaqsylyq Üshkempirov (URS) | Constantin Alexandru (ROU) | Ferenc Seres (HUN)     |
| Moins de 52 kg  | Vakhtang Blagidze (URS)     | Lajos Rácz (HUN)           | Mladen Mladenov (BUL)  |
| Moins de 57 kg  | Shamil Serikov (URS)        | Józef Lipień (POL)         | Benni Ljungbeck (SWE)  |
| Moins de 62 kg  | Stélios Miyiákis (GRE)      | István Tóth (HUN)          | Boris Kramarenko (URS) |
| Moins de 68 kg  | Ștefan Rusu (ROU)           | Andrzej Supron (POL)       | Lars-Erik Skiöld (SWE) |
| Moins de 74 kg  | Ferenc Kocsis (HUN)         | Anatoliy Bykov (URS)       | Mikko Huhtala (FIN)    |
| Moins de 82 kg  | Gennadiy Korban (URS)       | Jan Dołgowicz (POL)        | Pavel Pavlov (BUL)     |
| Moins de 90 kg  | Norbert Növényi (HUN)       | Igor Kanygin (URS)         | Petre Dicu (ROU)       |
| Moins de 100 kg | Georgi Raykov (BUL)         | Roman Bierła (POL)         | Vasile Andrei (ROU)    |
| Plus de 100 kg  | Oleksandr Kolchynskyy (URS) | Aleksandar Tomov (BUL)     | Hassan Bechara (LIB)   |

## Natation
| Épreuves                    | Or                                                                                | Argent                                                                                  | Bronze                                                                                   |
| --------------------------- | --------------------------------------------------------------------------------- | --------------------------------------------------------------------------------------- | ---------------------------------------------------------------------------------------- |
| Hommes                      |                                                                                   |                                                                                         |                                                                                          |
| 100 m nage libre            | Jörg Woithe (RDA)                                                                 | Per Holmertz (SWE)                                                                      | Per Johansson (SWE)                                                                      |
| 200 m nage libre            | Sergueï Kopliakov (URS)                                                           | Andreï Krylov (URS)                                                                     | Graeme Brewer (AUS)                                                                      |
| 400 m nage libre            | Vladimir Salnikov (URS)                                                           | Andreï Krylov (URS)                                                                     | Ivar Stukolkin (URS)                                                                     |
| 1 500 m nage libre          | Vladimir Salnikov (URS)                                                           | Aleksandr Tchaïev (URS)                                                                 | Max Metzker (AUS)                                                                        |
| 100 m dos                   | Bengt Baron (SWE)                                                                 | Viktor Kuznyetsov (URS)                                                                 | Volodymyr Dolhov (URS)                                                                   |
| 200 m dos                   | Sándor Wladár (HUN)                                                               | Zoltán Verrasztó (HUN)                                                                  | Mark Kerry (AUS)                                                                         |
| 100 m brasse                | Duncan Goodhew (GBR)                                                              | Arsens Miskarovs (URS)                                                                  | Peter Evans (AUS)                                                                        |
| 200 m brasse                | Robertas Žulpa (URS)                                                              | Albán Vermes (HUN)                                                                      | Arsens Miskarovs (URS)                                                                   |
| 100 m papillon              | Pär Arvidsson (SWE)                                                               | Roger Pyttel (RDA)                                                                      | David López-Zubero (ESP)                                                                 |
| 200 m papillon              | Serhiy Fesenko (URS)                                                              | Philip Hubble (GBR)                                                                     | Roger Pyttel (RDA)                                                                       |
| 400 m 4 nages               | Oleksandr Sydorenko (URS)                                                         | Serhiy Fesenko (URS)                                                                    | Zoltán Verrasztó (HUN)                                                                   |
| Relais 4 × 200 m nage libre | Union soviétique Sergueï Kopliakov Andreï Krylov Vladimir Salnikov Ivar Stukolkin | Allemagne de l'Est Detlev Grabs Frank Pfütze Rainer Strohbach Jörg Woithe               | Brésil Cyro Delgado Jorge Fernandes Djan Madruga Marcus Mattioli                         |
| Relais 4 × 100 m 4 nages    | Australie Neil Brooks Peter Evans Mark Kerry Mark Tonelli                         | Union soviétique Sergueï Kopliakov Viktor Kuznyetsov Arsens Miskarovs Ievgueni Seredine | Grande-Bretagne Gary Abraham Duncan Goodhew David Lowe Martin Smith                      |
| Femmes                      |                                                                                   |                                                                                         |                                                                                          |
| 100 m nage libre            | Barbara Krause (RDA)                                                              | Caren Metschuck (RDA)                                                                   | Ines Diers (RDA)                                                                         |
| 200 m nage libre            | Barbara Krause (RDA)                                                              | Ines Diers (RDA)                                                                        | Carmela Schmidt (RDA)                                                                    |
| 400 m nage libre            | Ines Diers (RDA)                                                                  | Petra Schneider (RDA)                                                                   | Carmela Schmidt (RDA)                                                                    |
| 800 m nage libre            | Michelle Ford (AUS)                                                               | Ines Diers (RDA)                                                                        | Heike Dähne (RDA)                                                                        |
| 100 m dos                   | Rica Reinisch (RDA)                                                               | Ina Kleber (RDA)                                                                        | Petra Riedel (RDA)                                                                       |
| 200 m dos                   | Rica Reinisch (RDA)                                                               | Cornelia Polit (RDA)                                                                    | Birgit Treiber (RDA)                                                                     |
| 100 m brasse                | Ute Geweniger (RDA)                                                               | Elvira Vasilkova (URS)                                                                  | Susanne Nielsson (DEN)                                                                   |
| 200 m brasse                | Lina Kačiušytė (URS)                                                              | Svetlana Varganova (URS)                                                                | Ioulia Bogdanova (URS)                                                                   |
| 100 m papillon              | Caren Metschuck (RDA)                                                             | Andrea Pollack (RDA)                                                                    | Christiane Knacke (RDA)                                                                  |
| 200 m papillon              | Ines Geißler (RDA)                                                                | Sybille Schönrock (RDA)                                                                 | Michelle Ford (AUS)                                                                      |
| 400 m 4 nages               | Petra Schneider (RDA)                                                             | Sharron Davies (GBR)                                                                    | Agnieszka Czopek (POL)                                                                   |
| Relais 4 × 100 m nage libre | Allemagne de l'Est Ines Diers Sarina Hülsenbeck Barbara Krause Caren Metschuck    | Suède Agneta Eriksson Tina Gustafsson Carina Ljungdahl Agneta Mårtensson                | Pays-Bas Reggie de Jong Annelies Maas Conny van Bentum Wilma van Velsen                  |
| Relais 4 × 100 m 4 nages    | Allemagne de l'Est Ute Geweniger Caren Metschuck Andrea Pollack Rica Reinisch     | Grande-Bretagne June Croft Helen Jameson Margaret Kelly Ann Osgerby                     | Union soviétique Alla Grichtchenkova Olena Kruhlova Natalia Strunnikova Elvira Vasilkova |

## Pentathlon moderne
| Épreuves   | Or                                                             | Argent                                                   | Bronze                                                  |
| ---------- | -------------------------------------------------------------- | -------------------------------------------------------- | ------------------------------------------------------- |
| Hommes     |                                                                |                                                          |                                                         |
| Individuel | Anatoly Starostin (URS)                                        | Tamás Szombathelyi (HUN)                                 | Pavel Lednev (URS)                                      |
| Par équipe | Union soviétique Pavel Lednev Evegeny Lipeev Anatoly Starostin | Hongrie László Horváth Tibor Maracskó Tamás Szombathelyi | Suède George Horvath Lennart Pettersson Svante Rasmuson |

## Plongeon
| Épreuves        | Or                      | Argent                 | Bronze                   |
| --------------- | ----------------------- | ---------------------- | ------------------------ |
| Hommes          |                         |                        |                          |
| Tremplin à 3 m  | Aleksandr Portnov (URS) | Carlos Giron (MEX)     | Giorgio Cagnotto (ITA)   |
| Haut-vol à 10 m | Falk Hoffmann (RDA)     | Vladimir Aleinik (URS) | David Ambartsumyan (URS) |
| Femmes          |                         |                        |                          |
| Tremplin à 3 m  | Irina Kalinina (URS)    | Martina Proeber (RDA)  | Karin Guthke (RDA)       |
| Haut-vol à 10 m | Martina Jäschke (RDA)   | Servard Emirzian (URS) | Liana Tsotadze (URS)     |

## Tir
| Épreuves                   | Or                         | Argent                    | Bronze                  |
| -------------------------- | -------------------------- | ------------------------- | ----------------------- |
| Hommes                     |                            |                           |                         |
| Pistolet libre à 50 m      | Aleksandr Melentiev (URS)  | Harald Vollmar (RDA)      | Liubcho Diakov (BUL)    |
| Carabine 50 m 3 positions  | Viktor Vlasov (URS)        | Bernd Hartstein (RDA)     | Sven Johansson (SWE)    |
| Carabine à 50 m tir couché | Károly Varga (HUN)         | Hellfried Heilfort (RDA)  | Petar Zapryanov (BUL)   |
| Pistolet à 25 m tir rapide | Corneliu Ion (ROU)         | Jürgen Wiefel (RDA)       | Gerhard Petritsch (AUT) |
| Skeet                      | Hans Kjeld Rasmussen (DEN) | Lars-Göran Carlsson (SWE) | Roberto Castrillo (CUB) |
| Trap                       | Luciano Giovannetti (ITA)  | Rustam Yambulatov (URS)   | Jörg Damme (RDA)        |
| 50 m cible mobile          | Igor Sokolov (URS)         | Thomas Pfeffer (RDA)      | Aleksandr Gazov (URS)   |

## Tir à l'arc
| Épreuves   | Or                        | Argent                  | Bronze                         |
| ---------- | ------------------------- | ----------------------- | ------------------------------ |
| Hommes     |                           |                         |                                |
| Individuel | Tomi Poikolainen (FIN)    | Boris Issatchenko (URS) | Giancarlo Ferrari (ITA)        |
| Femmes     |                           |                         |                                |
| Individuel | Ketevan Losaberidze (URS) | He Ying (URS)           | Päivi Meriluoto-Aaltonen (FIN) |

## Voile
| Épreuves        | Or                                                                | Argent                                                               | Bronze                                                              |
| --------------- | ----------------------------------------------------------------- | -------------------------------------------------------------------- | ------------------------------------------------------------------- |
| Hommes          |                                                                   |                                                                      |                                                                     |
| 470             | Brésil Eduardo Penido Marcos Soares                               | Allemagne de l'Est Jorn Borowski Egbert Swensson                     | Finlande Jouko Lindgrén Georg Tallberg                              |
| Finn            | Esko Rechardt (FIN)                                               | Wolfgang Mayrhofer (AUT)                                             | Andreï Balachov (URS)                                               |
| Flying Dutchman | Espagne Alejandro Abascal Garcia Miguel Noguer Castellvi          | Irlande David Wilkins James Wilkinson                                | Hongrie Szabólcs Detre Zsolt Detre                                  |
| Soling          | Danemark Valdemar Bandolowski Erik Hansen Poul Richard Høj Jensen | Union soviétique Alexandre Boudnikov Boris Budnikov Nikolay Poliakov | Grèce Anastásios Bountoúris Anastásios Gavrílis Aristídis Rapanákis |
| Star            | Union soviétique Valentin Mankin Alexandre Mouzytchenko           | Autriche Karl Ferstl Hubert Raudaschl                                | Italie Giorgio Gorla Alfio Peraboni                                 |
| Tornado         | Brésil Lars Sigurd Björkström Alexandre Welter                    | Danemark Peter Due Per Kjærgaard                                     | Suède Göran Marström Jörgen Ragnarsson                              |

## Volley-ball
| Épreuves         | Or | Argent | Bronze |
| ---------------- | --- | --- | --- |
| Tournoi masculin | Union soviétique Vladimir Dorokhov Aleksandr Ermilov Vladimir Kondra Valeriy Krivov Fedir Lashchonov Viljar Loor Oleg Moliboga Youri Panchenko Aleksandr Savin Pāvels Seļivanovs Vladimir Tchernichiov Vyacheslav Zaytsev           | Bulgarie Yordan Angelov Dimitar Dimitrov Stefan Dimitrov Stoyan Gunchev Hristo Iliev Petko Petkov Kaspar Simeonov Hristo Stoyanov Mitko Todorov Tsano Tsanov Emil Valtchev Dimitar Zlatanov                  | Roumanie Marius Căta-Chițiga Valter Chifu Laurențiu Dumănoiu Günther Enescu Dan Gîrleanu Sorin Macavei Viorel Manole Florin Mina Corneliu Oros Nicolae Pop Constantin Sterea Nicu Stoian                            |
| Tournoi féminin  | Union soviétique Ielena Akhaminova Ielena Andreiouk Svetlana Badoulina Lioubov Kozireva Lidia Loginova Irina Makogonova Svetlana Nikichina Larisa Pavlova Nadezhda Radzevich Natalia Razoumova Olga Solovova Lioudmila Tchernichova | Allemagne de l'Est Katharina Bullin Barbara Czekalla Brigitte Fetzer Andrea Heim Ute Kostrzewa Heike Lehmann Christine Mummhardt Karin Püschel Karla Roffeis Martina Schmidt Annette Schultz Anke Westendorf | Bulgarie Verka Borisova Tsvetana Bozhurina Rositsa Dimitrova Tanya Dimitrova Maya Georgieva Margarita Gerasimova Tanya Gogova Valentina Ilieva Rumyana Kaisheva Anka Khristolova Silviya Petrunova Galina Stancheva |

## Water-polo
| Épreuves         | Or | Argent | Bronze |
| ---------------- | --- | --- | --- |
| Tournoi masculin | Union soviétique Vladimir Akimov Oleksiy Barkalov Erkin Shagayev Evgeniy Sharonov Evgeniy Grishin Mikhail Ivanov Aleksandr Kabanov Sergey Kotenko Giorgi Mshvenieradze Mait Riisman Viacheslav Sobchenko | Yougoslavie Milivoj Bebić Zoran Gopčević Milorad Krivokapić Boško Lozica Predrag Manojlović Zoran Mustur Damir Polić Zoran Roje Ratko Rudić Slobodan Trifunović Luko Vezilić | Hongrie Gábor Csapó Tamás Faragó György Gerendás Károly Hauszler György Horkai István Kiss László Kuncz Endre Molnár Attila Sudár István Szívós István Udvardi |

## Athlètes les plus médaillés
| Athlète                  | Pays               | Sport       | Médaille d'or, Jeux olympiques | Médaille d'argent, Jeux olympiques | Médaille de bronze, Jeux olympiques | Total |
| Aleksandr Dityatin       | Union soviétique   | Gymnastique | 3                              | 4                                  | 1                                   | 8     |
| Caren Metschuck          | Allemagne de l'Est | Natation    | 3                              | 1                                  | 0                                   | 4     |
| Barbara Krause           | Allemagne de l'Est | Natation    | 3                              | 0                                  | 0                                   | 3     |
| Ouladzimir Parfianovitch | Union soviétique   | Canoë-kayak | 3                              | 0                                  | 0                                   | 3     |
| Rica Reinisch            | Allemagne de l'Est | Natation    | 3                              | 0                                  | 0                                   | 3     |
| Vladimir Salnikov        | Union soviétique   | Natation    | 3                              | 0                                  | 0                                   | 3     |
| Nikolai Andrianov        | Union soviétique   | Gymnastique | 2                              | 2                                  | 1                                   | 5     |
| Ines Diers               | Allemagne de l'Est | Natation    | 2                              | 2                                  | 1                                   | 5     |
| Nadia Comăneci           | Roumanie           | Gymnastique | 2                              | 2                                  | 0                                   | 4     |
| Sergueï Kopliakov        | Union soviétique   | Natation    | 2                              | 1                                  | 0                                   | 3     |
| Natalia Chapochnikova    | Union soviétique   | Gymnastique | 2                              | 0                                  | 2                                   | 4     |
| Andreï Krylov            | Union soviétique   | Natation    | 1                              | 2                                  | 0                                   | 3     |
| Roland Brückner          | Allemagne de l'Est | Gymnastique | 1                              | 1                                  | 2                                   | 4     |
| Maxi Gnauck              | Allemagne de l'Est | Gymnastique | 1                              | 1                                  | 2                                   | 4     |
| Arsens Miskarovs         | Union soviétique   | Natation    | 0                              | 2                                  | 1                                   | 3     |
| Steffi Kräker            | Allemagne de l'Est | Gymnastique | 0                              | 1                                  | 2                                   | 3     |
| Melita Ruhn              | Roumanie           | Gymnastique | 0                              | 1                                  | 2                                   | 3     |